# Webuni
A Webuni egy független, bárki által szabadon használható online oktatási platform (E-learning-rendszer) és online képzések számára kialakított piactér, amely jelenleg magyar és szerb nyelven érhető el.
A rendszeren belül oktatók, szakértők és oktatási intézmények online kurzusokat hozhatnak létre egy szerkesztő felületen keresztül, és azokat a platform piacterén keresztül kínálhatják tanulók számára. A piactér a következő témáknak ad helyet: számítógépes szoftverismeretek, pénzügy és számvitel, design, művészet, filmkészítés, jog, üzletfejlesztés, marketing, prezentáció és kommunikáció, programozás.

## Történet
A webuni.hu 2015 januárjában indult el öt db online képzéssel. 2018 májusáig 50 000 regisztrált felhasználó 356 online képzésen vett részt.

## Üzleti modell
A Webuni üzleti modellje a bevétel megosztására épül. Amennyiben egy online képzés értékesítésre kerül, az oktató és a webuni osztoznak a bevételeken.

## Partnerek
A 2015-ös indulás óta a Webuni együttműködik többek között az online oktatás terén a Magyar Mérnöki Kamara, Gábor Dénes Főiskola, Magyar Könyvvizsgálói Kamara,
Magyar Biztosítási Alkuszok Szövetsége, Magyar Lízing Szövetség, Perfekt, Studium Generale képző szervezetekkel.

## Mobilalkalmazás
A webuni.hu platformhoz tartozó iOS mobilalkalmazás 2015. novemberben lett ingyenesen elérhető az Appstore piactéren. Az alkalmazáson keresztül a regisztrált felhasználók tanulhatják képzéseiket. További funkcióként szolgál, hogy az egyes leckék a mobilalkalmazáson belül offilne is megtekinthetőek.